# Ringad buskblomfluga
Ringad buskblomfluga (Parasyrphus relictus) är en tvåvingeart som först beskrevs av Zetterstedt 1838.  I den svenska databasen Dyntaxa används istället namnet Parasyrphus vittiger. Ringad buskblomfluga ingår i släktet buskblomflugor, och familjen blomflugor. Arten är reproducerande i Sverige. Inga underarter finns listade i Catalogue of Life.